# Greenleaf, Kansas
Greenleaf är en ort i Washington County i Kansas. Vid 2020 års folkräkning hade Greenleaf 350 invånare.